# Прокоп (маркграф Моравии)
Прокоп (чеш. Prokop; 1355 — 24 сентября 1405, Брюнн) — маркграф Моравии с 1375 года, из Люксембургской династии. Младший сын Иоганна Генриха, маркграфа Моравии, и его второй жены Маргариты Опавской.
Жизнь Прокопа прошла под знаком борьбы против брата Йоста и конфликтов с двоюродными братьями — королём Вацлавом IV (Венцелем) и Сигизмундом Люксембургскими.

## Биография
Прокоп получил основательное образование, овладел латынью.
После смерти Иоганна Генриха в 1375 году ему наследовали сыновья. Прокоп, как и его брат Ян Собеслав, получил титул маркграфа Моравии с определёнными городами и замками, в то время как Йост занял настоящее господство в финансово успешном маркграфстве.
Дипломатичный Прокоп был достаточно честолюбив, чтобы противостоять политически амбициозному Йосту. После первого спора, случившегося в 1381 году, с 1390 года развернулось серьёзное противостояние.
Из-за спорных владений возник конфликт между Прокопом и оломоуцким епископом. Позиция Прокопа в Великой схизме не была однозначной, так что он не мог считаться приверженцем ни римского, ни авиньонского Папы. В 1385/1386 году Прокоп и Йост совместно поддержали успешную борьбу Сигизмунда за корону Венгрии и получили от него в 1388 году в качестве вознаграждения Бранденбургскую марку (правда, за сумму в 565 000 гульденов), которой фактически стал править Йост.
Так как Йост и Сигизмунд с 1390 года выступали против Вацлава IV в различных союзах с Веттинами и Габсбургами, Прокоп оказывал им военную помощь и временами управлял всей Моравией и Чехией. В 1396 году Йостом, Прокопом, моравскими дворянами и оломоуцким епископом Николаусом к Моравии были присоединены значительные земли.
В ходе событий перед произошедшим в 1400 году свержением Вацлава с римско-немецкого трона Прокоп подвергся нападению союза, заключённого в 1399 году между Сигизмундом, Йостом и дворянской партией, который стремился к его уничтожению (in sui finale exterminium). В том же году папа Бонифаций IX по жалобе оломоуцкого предстоятеля отлучил Прокопа от церкви.
В 1401 году Прокоп с дипломатическим умением расстроил военное вторжение в Богемию германского короля Рупрехта и дистанцировался от Вацлава, однако в 1402 году был арестован Сигизмундом и содержался в Вене и Братиславе. Тем не менее, Йост стремился захватить богемскую корону Сигизмунда и возглавил партию Вацлава в королевстве Богемия, так что в 1403 году военные операции Сигизмунда в Богемии оставались безуспешными.
Прокоп был освобождён в феврале 1404 года. Примирившиеся Вацлав, Прокоп и Йост подписали люксембургско-габсбургский договор о наследстве, согласно которому Богемия после прекращения Люксембургской династии должна перейти к Габсбургам.
Прокоп никогда не состоял в браке и умер бездетным. Все его владения наследовал Йост.
Похоронен в монастыре Кралово Поле, основанном его отцом в 1375.

## Интересные факты
Находясь в заключении, Прокоп писал стихи на латыни. Некоторые из них сохранились и опубликованы:
Palacký F. Dějiny národu českého w Čechách a w Morawě II/2 (чешск.). — 1876. — Č. 3. — S. 367 f.